# ساکاسانا (نیوجرسی)
ساکاسانا (به انگلیسی: Succasunna) یک منطقهٔ مسکونی در ایالات متحده آمریکا است که در راکسبری، نیوجرسی واقع شده‌است. ساکاسانا ۱۳٫۴۳۵ کیلومتر مربع مساحت و ۹٬۱۵۲ نفر جمعیت دارد و ۲۲۹ متر بالاتر از سطح دریا واقع شده‌است.